# Marco Palacios Rozo
Marco Antonio Palacios Rozo (Bogotá, 13 de junio de 1944) es un historiador e investigador colombiano, naturalizado mexicano.

## Biografía
Desde sus estudios secundarios mostró interés por la historia. Se graduó en 1970 como abogado de la Universidad Libre. Hizo estudios en el Magíster en Estudios Chinos de El Colegio de México. En 1978 se tituló con doctorado en filosofía de la Universidad de Oxford, fue investigador del Instituto de Estudios Latinoamericanos de la Universidad de Londres (1977-1978). Se desempeñó como rector de la Universidad Nacional de Colombia en dos ocasiones: (1984-1988) y en (2003-2005), también fue director del Instituto Colombiano para el Fomento de la Educación Superior (ICFES) en 1989. En 1993 fue parte de la Misión de Sabios del gobierno nacional que elaboró el informe ‘Colombia al filo de la oportunidad’ de 1994. Ha sido profesor visitante de las universidades: Chicago, Duke (Estados Unidos), Tsukuba (Japón), Autónoma de Barcelona (España), Oxford (Reino Unido), Andes y Javeriana de Bogotá, entre otras.  Es profesor universitario e investigador del Colegio de México. Su área de estudios es la historia política y económica  de Colombia y América Latina. Autor de varios, libros, columnas de prensa y artículos.

## Obras
- El populismo en Colombia. (1971).Editorial Siuasinza.[14]
- El café en Colombia, 1850-1970: una historia económica, social y política. (1983). El Colegio de México.[15]
- La Unidad nacional en América Latina: del regionalismo a la nacionalidad (1983).El Colegio de MéxicoISBN 9681202236
- Estado y clases sociales en Colombia. (1986). Procultura.[16]
- Siete ensayos de historiografía: España, Argentina, México (1995).Editorial Universidad Nacional. ISBN 9581701524
- La clase más ruidosa y otros ensayos sobre política e historia (2002). Grupo Editorial Norma. ISBN 9580464768
- Entre la legitimidad y la violencia: Colombia 1875-1994. (2003) Editorial Norma.ISBN 958047155X
- Las independencias hispanoamericanas: interpretaciones 200 años después (2009) Grupo Editorial Norma.ISBN 9584522310
- Violencia pública en Colombia, 1958-2010 (2012).Fondo de Cultura Económica.ISBN 958824904X
- Con Frank Safford Colombia: país fragmentado, sociedad dividida:su historia.(2002) Grupo Editorial Norma.ISBN 9580465096

En inglés: 
"Coffee in Colombia, 11850-1970. An economic, social and political history." (1980) Cambridge University Press. ISBN 0521528593
"Between Legitimacy and Violence. A History of Colombia, 1875-2002." (2006) Duke University Press. ISBN 0822337673
(With Frank Safford, coauthor) "Colombia. Fragmented Land, Divided Society." (2002) Oxford University Press. ISBN:019504617X
With Ann Farnsworth-Alvear and Ana María Gómez López, editors) "The Colombia Reader. History, Culture, Politics." (2017) Duke University Press. ISBN9780822362074 